# Heyday Films
Heyday Films Ltd. är ett brittiskt filmproduktionsbolag som grundades av David Heyman 1997 och är beläget i London i Storbritannien. Studion gjorde sin långfilmsdebut med produktionen av Ravenous 1999, och är mest känd för att ha producerat Harry Potter-filmserien, baserad på de populära fantasyromanerna med samma namn av författaren J.K. Rowling.

## Produktioner
- 1999 – Ravenous
- 2001 – Harry Potter och de vises sten
- 2002 – Harry Potter och Hemligheternas kammare
- 2004 – Harry Potter och fången från Azkaban
- 2005 – Harry Potter och den flammande bägaren
- 2007 – Harry Potter och Fenixorden
- 2007 – I Am Legend
- 2008 – Pojken i randig pyjamas
- 2008 – Yes Man
- 2009 – Harry Potter och halvblodsprinsen
- 2010 – Harry Potter och dödsrelikerna – Del 1
- 2011 – Harry Potter och dödsrelikerna – Del 2
- 2011 – Page Eight (TV-film)
- 2013 – Familjetrippen
- 2013 – Gravity
- 2014 – Paddington
- 2014 – Testament of Youth
- 2016 – Fyren mellan haven
- 2016 – Fantastiska vidunder och var man hittar dem
- 2017 – Paddington 2
- 2018 – Fantastiska vidunder: Grindelwalds brott
- 2019 – Once Upon a Time in Hollywood
- 2019 – Marriage Story
- 2020 – Den hemliga trädgården
- 2022 – Fantastiska vidunder: Dumbledores hemligheter
- 2022 – Vitt brus
- 2023 – Barbie
- 2023 – Wonka
- 2025 – Jay Kelly